# Processus de Brdo-Brijuni

États candidats à l'adhésion à l'UE participants
États de l'UE participants
États de l'UE invités

Le Processus de Brdo-Brijuni est une initiative diplomatique lancée par la Croatie et la Slovénie en 2013 en vue de collaborer à la stabilisation la région et d'accélérer les processus d'adhésion dans l'Union européenne des pays de la région des Balkans occidentaux

## Historique
Le premier sommet a lieu au château de Brdo (en) en Slovénie, le 25 juillet 2013 et il se tient annuellement par rotation dans l'un des États participant au processus.
Le sommet de 2020 est repoussé à plusieurs reprises à l'année 2021 en raison de la pandémie de Covid-19 en Europe.

## États participants
Deux États membres de l'Union européenne participent au processus de manière permanente :
- Croatie
- Slovénie

D'autres ont été invités lors de différents sommets :
- Allemagne (2014 et 2017)
- Autriche (2015)
- Bulgarie (2018)
- France (2013)
- Italie (2016)
- Pologne (2019)

La totalité des États des Balkans occidentaux sont associés au projet :
- Albanie
- Bosnie-Herzégovine
- Kosovo
- Macédoine
- Monténégro
- Serbie

Des représentants de l'Union européenne ont également été invités en 2015, 2018 et 2019.

## Sources

## Compléments